# 科馬羅韋 (舊維日夫卡區)
51°24′56″N 24°48′18″E / 51.41556°N 24.80500°E
科馬羅韋（烏克蘭語：Комарове），是烏克蘭的村落，位於該國西部沃倫州，由科韋利區負責管轄，始建於1540年，面積1.38平方公里，海拔高度164米，2001年人口251，人口密度每平方公里181.62人。